# Проект 131

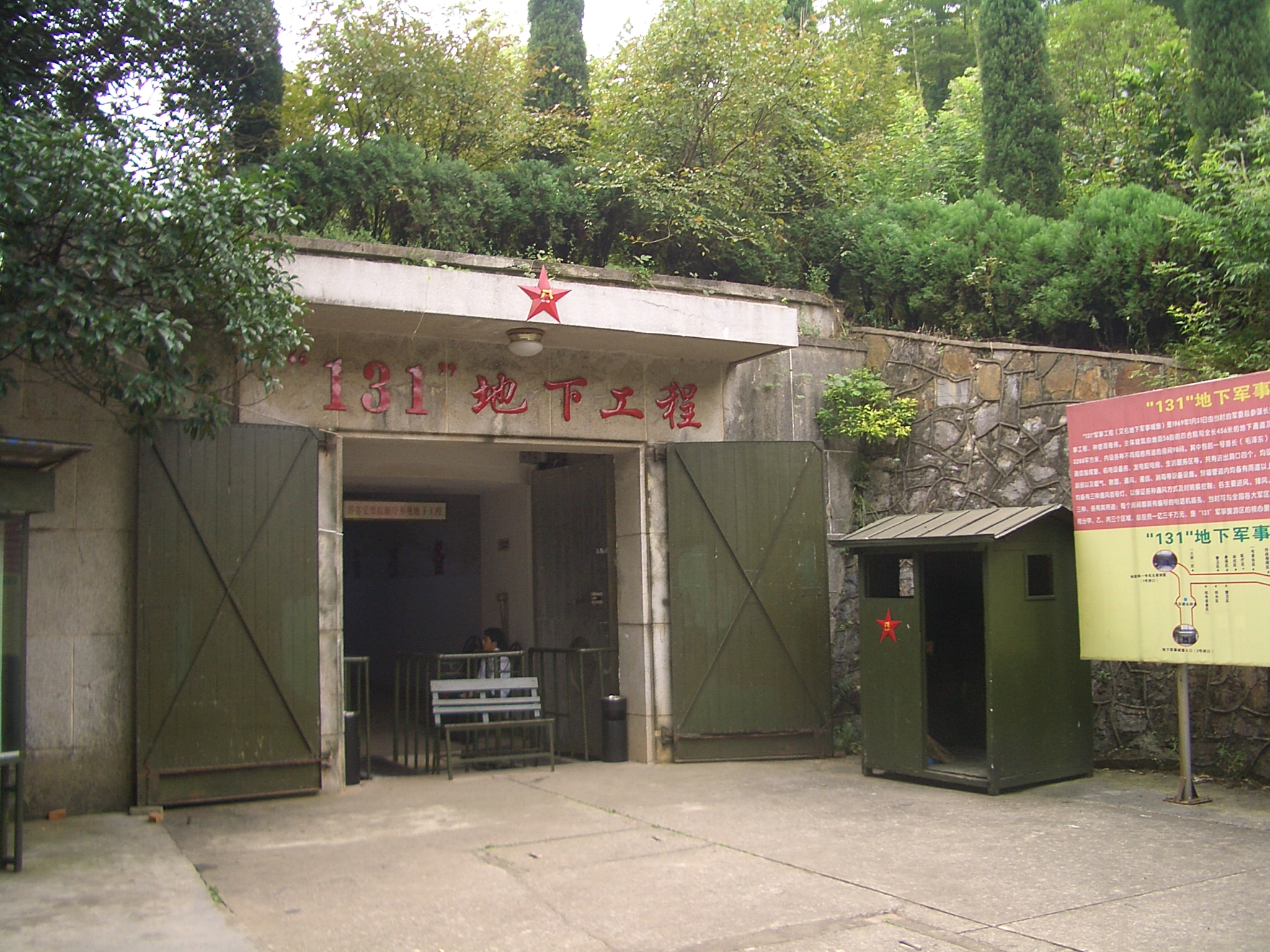
Вход в тоннель

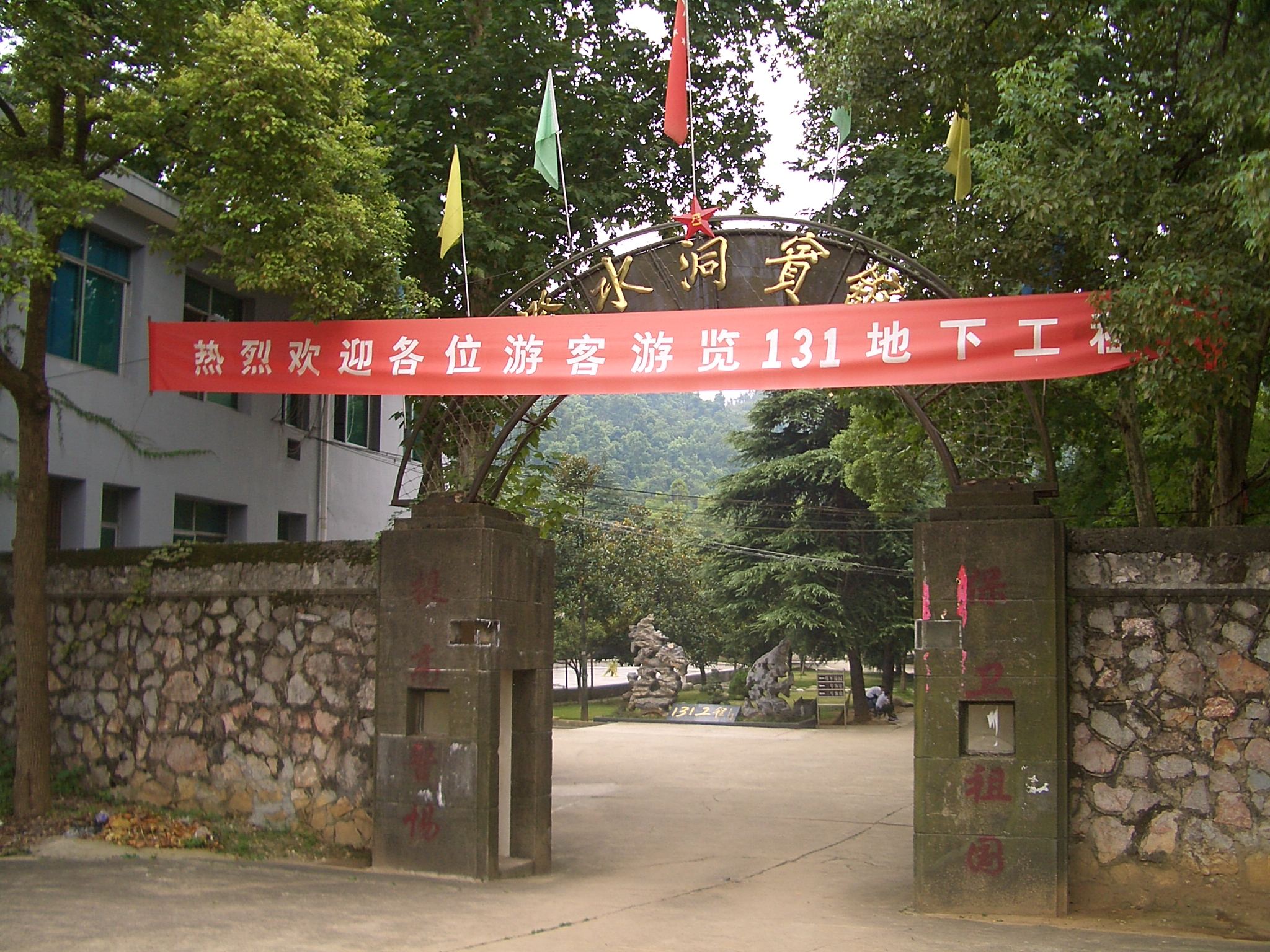
Надпись «Чэншуйдунская туристическая зона»

Проект 131 (кит. упр. "131"地下工程, пиньинь "131" dìxià gōngchéng , палл. "131" дися гунчэн, буквально: «подземное строение 131») — система подземных тоннелей в провинции Хубэй, возведённая в конце 1960-х — начале 1970-х годов с целью создания командного штаба НОАК на случай ядерной войны. Система никогда не использовалась, в настоящее время является туристической достопримечательностью.

## Местонахождение
Проект 131 находится в городе Гаоцяо (район Сяньань, округ Сяньнин, провинция Хубэй), в 15 км к востоку от городской зоны Сяньнин и в 80 км к югу от города Ухань.

## История

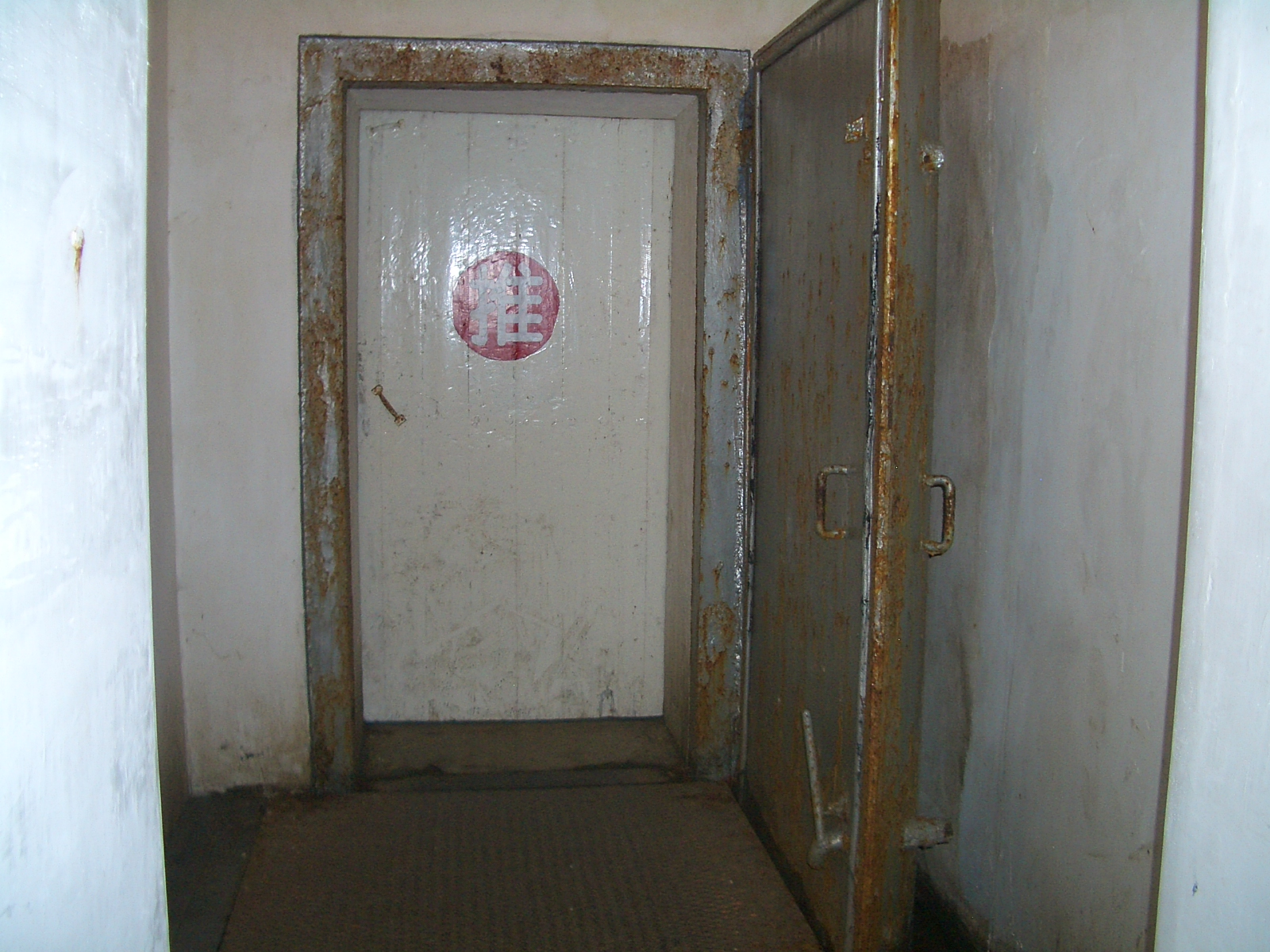
Двери около входа

В связи с расколом между КНР и СССР в конце 1960-х годов руководство КНР решило, что было бы разумным соорудить в стране большое количество подземных сооружений с целью защиты военных и гражданских лиц КНР, а также высшего военно-политического руководства страны в случае ядерной войны. Наиболее известным из подобных сооружений является так называемый Подземный город в Пекине.
31 января 1969 года было принято решение о сооружении подземного штаба для военных нужд: проект получил кодовый номер 131 по дате принятия решения (1-й месяц, 31-й день). Ответственность за сооружение подземных тоннелей взял на себя начальник Генерального штаба НОАК генерал Хуан Юншэн (кит. 黄永胜). Система тоннелей с комнатами для совещаний для высшего военно-политического руководства (для Мао Цзэдуна и Линь Бяо), центр связи и прочие объекты строились под одним из холмов; снаружи на поверхности находились дома Мао и Линя. Работы прекратились в сентябре 1971 года после того, как Линь Бяо умер, а Хуан Юншэн был арестован, и больше не возобновлялись. По иронии, ни Мао, ни Линь площадку для строительства не посещали ни разу. По оценочным данным, вся протяжённость тоннелей составила 456 м, стоимость составила 130 млн. юаней. Сам Хуан Юншен был похоронен недалеко от тоннеля.

## Текущее состояние

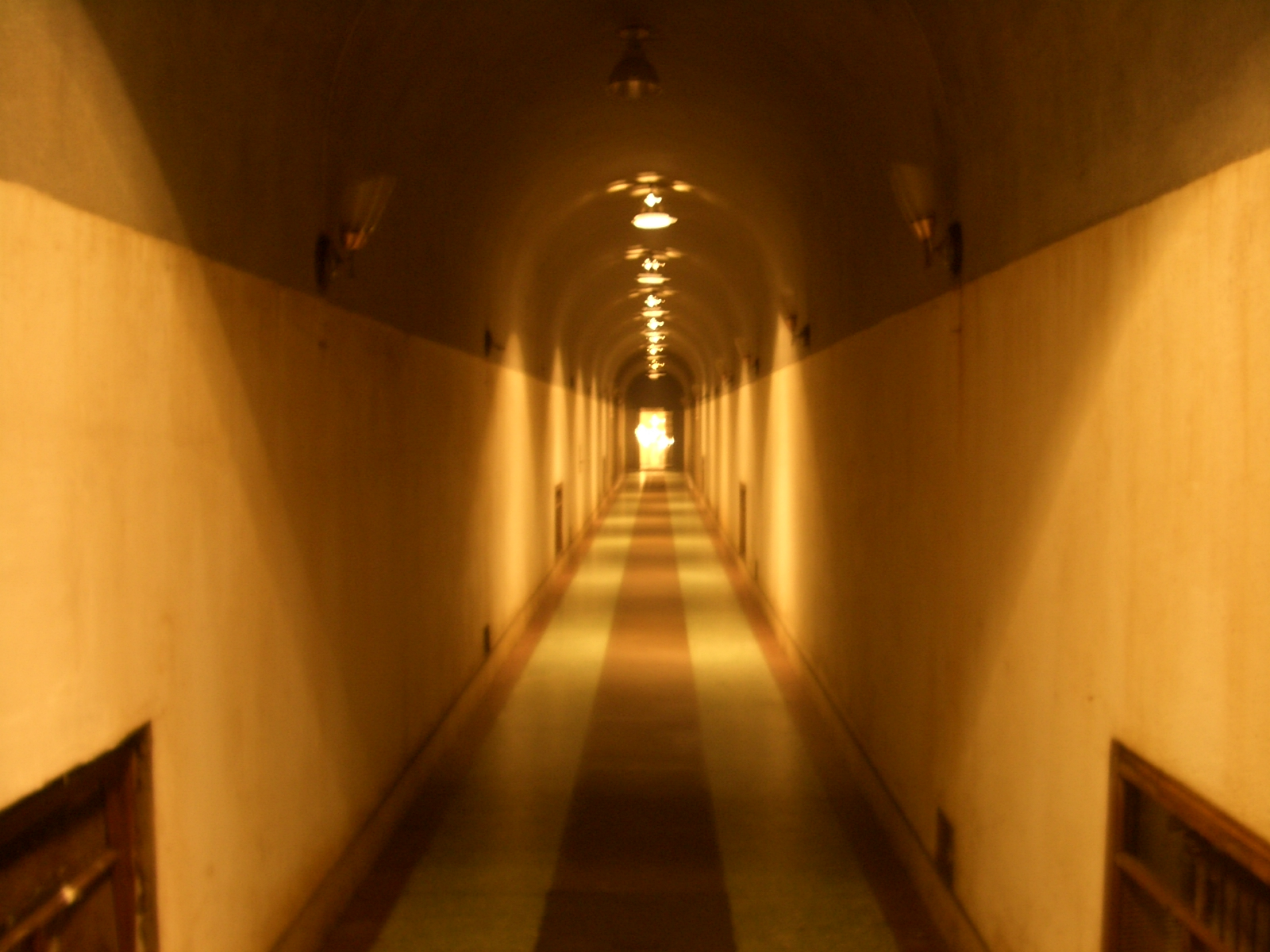
В тоннеле

В 1981 году объект открыли для гражданских лиц — жителей Сяньнина. Были построены гостиница и конференц-зал, а система тоннелей стала музеем. По свидетельствам посетителей лета 2008 года, стены были голыми, а на них были только указатели с предполагаемым предназначением каждой комнаты. В комнатах были предметы мебели тех времён и несколько исторических карт Китая. В павильонах на поверхности продаются сувениры (значки с изображением Мао, плакаты и т.д.). По состоянию на апрель 2009 года, тоннель считался военным объектом и поэтому иностранцы не имели права его посещать.